# 215868 Rohrer
215868 Rohrer este un asteroid din centura principală de asteroizi.

## Descriere
215868 Rohrer este un asteroid din centura principală de asteroizi. A fost descoperit pe 12 martie 2005 la Gnosca de Stefano Sposetti. Asteroidul prezintă o orbită caracterizată de o semiaxă mare de 2,34 ua, o excentricitate de 0,04 și o înclinație de 0,5° în raport cu ecliptica.